# Ontario (jezioro)
Ontario (ang. Lake Ontario, fr. Lac Ontario) – jezioro słodkowodne, najmniejsze i położone najbardziej na wschodzie z kompleksu pięciu Wielkich Jezior Ameryki Północnej. Środkiem jeziora biegnie granica między kanadyjską prowincją Ontario a amerykańskim stanem Nowy Jork. Rzeka Niagara wpływa do jeziora Ontario blisko jego zachodniego końca i oddziela je wodospadem od jeziora Erie. Z północno-wschodniego krańca jeziora wypływa  Rzeka Świętego Wawrzyńca. Jezioro Ontario stanowi część Drogi Wodnej Świętego Wawrzyńca.

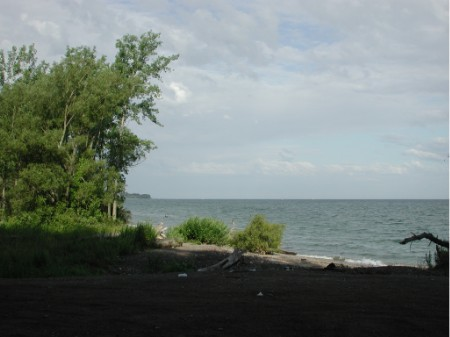

Około 1/4 ludności Kanady mieszka w pobliżu jeziora Ontario. Zachodnie wybrzeże jest całkowicie zurbanizowane przez aglomerację zwaną potocznie Golden Horseshoe (Złota Podkowa), złożoną z Toronto i satelitarnych miast prowincji Ontario, liczącą 8,1 mln mieszkańców (2006). Wybrzeże amerykańskie jest słabiej zaludnione, jedynym większym miastem jest Rochester w stanie Nowy Jork, a orientacyjna liczba mieszkańców w końcu XX wieku wynosiła 2,25 mln.

## Historia
Pierwszym Europejczykiem który dotarł do jeziora był Étienne Brûlé w 1615 r. Nazwa, która prawdopodobnie pochodzi z języka Irokezów, była używana przez Europejczyków od 1641 r. i pojawiła się na mapach Ameryki Północnej w 1656 r. Pierwszą stałą placówką europejską nad jeziorem był Fort Frontenac (dziś Kingston) założony przez Francuzów w 1673 r. W XVIII wieku powstały kolejne placówki: francuskie forty Niagara i Rouillé (na terenie obecnego Toronto) i brytyjski Fort Oswego. W 1763 r. w wyniku wojny siedmioletniej Wielka Brytania podbiła Nową Francję.
Po zakończeniu wojny o niepodległość Stanów Zjednoczonych w 1783 r. Brytyjczycy formalnie utracili południowy brzeg jeziora, który stał się częścią amerykańskiego stanu Nowy Jork. W praktyce dopiero w 1796 r. siły brytyjskie opuściły forty na południowym brzegu jeziora, w konsekwencji Traktatu Jaya. Amerykańscy i brytyjscy osadnicy (wśród nich lojaliści) zasiedlili brzegi jeziora począwszy od końca XVIII wieku, wypierając Indian. W 1791 r. brytyjskie tereny przy jeziorze objęła prowincja Górna Kanada, późniejsze Ontario.
Jezioro było obszarem walk wojny brytyjsko-amerykańskiej (1812–1814). Obie strony zaangażowały się w wyścig zbrojeń na jeziorze, budując coraz większe okręty. Ostatecznie HMS St. Lawrence, okręt liniowy o wyporności 2300 ton uzbrojony w 112 dział, zwodowany 10 września 1814 r. w Kingston, pozwolił brytyjczykom opanować jezioro. Zawarta w 1817 r. ugoda Rusha-Bagota zdemilitaryzowała jezioro.

## Charakterystyka fizyczna
Jezioro leży na wysokości 74 m n.p.m., o 99 metrów niżej niż jezioro Erie, połączone 55 km rzeką Niagara. Powierzchnia lustra wynosi 18 960 km² (z czego około 10 tys. km² znajduje się w Kanadzie), a całkowita powierzchnia (wraz z dorzeczem) jest ponad cztery razy większa i wynosi 82 990 km² (32,1 tys. mi²). Pod względem powierzchni zajmuje na świecie czternaste miejsce. Linia brzegowa jeziora Ontario ma długość 1146 km (lub 1168 km), z czego 531,6 km należy do Stanów Zjednoczonych a 636,4 km do Kanady.
Długość jeziora wynosi 311 km, a szerokość 85 km. Średnia głębokość to 86 m, z maksymalną głębiną 244 m. Jezioro Ontario mieści 1640 km³ wody, a prąd powierzchniowy przemieszczający się z zachodu (rzeka Niagara) na wschód (rzeka Świętego Wawrzyńca) płynie z prędkością 8 mil dziennie.
Napływ ciepłego powietrza z południowego zachodu powoduje, że jezioro Ontario rzadko zamarza całkowicie. W lecie średnia temperatura wody zawiera się w przedziale pomiędzy 20 °C (lipiec) a 24 °C (sierpień). Jednak ciepła warstwa wody ma grubość od 10–20 m. Niżej jest dużo zimniejsza, a poniżej 100 m przez cały rok temperatura wody ma poniżej 5 °C.
Mikroklimat tworzony przez jezioro ma wpływ na opady śniegu. Szczególnie południowo-wschodni brzeg poddany jest temu oddziaływaniu, nazywany często „śnieżnym pasem”. Opady śniegu w zimie w tym rejonie często przekraczają 600 cm. Z tego względu Syracuse, mimo położenia na nizinach, jest miastem o jednej z najdłużej zalegającą pokrywą śniegu.

### Wyspy
Na jeziorze Ontario jest wiele wysp, z największym archipelagiem Tysiąc Wysp, leżącym wzdłuż granicy kanadyjsko-amerykańskiej, którego liczebność szacuje się na około 2 tysięcy wysp. Wiele jest małych, nie nadających się do zamieszkania, lecz największe są zasiedlone. Największą wyspą jest Wolfe Island o powierzchni 124 km². Ma ona charakter rolniczy, z jedną niewielką osadą Marysville.
Innymi dużymi wyspami są leżące po wschodniej stronie jeziora Association Island, Galloo Island, Amherst Island, Simcoe Island, Garden Island, Grenadier Island, Waupoos Island, Nicholson Island i Big Island. Na zachodzie wysp jest niewiele, m.in. leżąca w pobliżu Toronto grupa 14 wysp o nazwie Toronto Islands. Jest na nich ustanowiony park rekreacyjny określany „największym zielonym skarbem Toronto”.